# Ульрік Ціллі
Ульрік II Ціллі (угор. Cillei Ulrik, нім. Ulrich II von Cilli; 16 лютого 1406, Цілі — 9 листопада 1456, Белград) — граф, старший син Фрідріха II Ціллі та Єлизавети Франкопан, останній граф Цельський. Зять Георгія Бранковича. Фактичний правитель Угорського Королівства під час царювання Владислава III (угор. Уласло I). Противник Яноша Гуньяді.

## Біографія
Народився 16 лютого 1406 року у замку Целе, родовому гнізді графів Цельських. Старший син Фрідріха II Ціллі (1379—1454), графа Цельського (1435—1454), та Єлизавети Франкопан (1373—1422).
Після смерті Сигізмунда його зять коронувався королем Угорщини як Альберт Угорський. Незабаром він коронувався як король Богемії, призначивши Ульріка Ціллі регентом Богемії. Після смерті Альбрехта Ульрік підтримав його вдову, Єлизавету Люксембурзьку, яка народила спадкоємця Ладислава невдовзі після поховання короля. Ульрик порадив Єлизаветі викрасти з фортеці Вишеград корону святого Іштвана, як і зробила за її наказом Олена Коттанер, її довірена дама. Незабаром після народження Ладислав був коронований королем Угорщини, і сам Ульрік тримав корону над головою нового короля, присягнувшись бути його покровителем і захисником. Незабаром після цього в Угорщині розгорілося протистояння між прихильниками та противниками коронації Ладислава. Угорською знаттю був обраний новий король, коронований як Уласло I, якого підтримав впливовий воєначальник Янош Хуньяді.
У 1443 році, після смерті короля Боснії Твртко II, Ульрік Ціллеї висунув претензії на боснійський престол (його дід, Герман II (граф Целе) був оголошений Твртко своїм спадкоємцем, і його батько від них не відмовлявся), проте Ульрік не зміг домогтися бажаного, частково через протидію Яноша Хуньяді, якому було дуже невигідно бачити і без того дуже впливового дворянина на чолі сусідньої держави. З цього моменту починається протистояння між родами Ціллеї та Хуньяді.
У 1444 році, в Битві при Варні король Уласло I загинув, і новим королем був проголошений Ладислав (як Ласло V), проте зважаючи на його неповноліття регентом Угорщини став Янош Хуньяді, Ульрік Ціллі ж став наставником молодого короля.
І лише після смерті Яноша в 1456 Ульрік Ціллеї став регентом королівства. Незабаром після призначення новий регент разом із молодим королем вирушили до Белграда на зустріч зі старшим сином Яноша, Ласло. Після того як король і його регент увійшли в місто разом з особистою гвардією, ворота зачинилися, залишивши за стінами військо, що їх супроводжувало. Після короткої суперечки Ульріка вбили за наказом Ласло Хуньяді перед молодим королем, якого змусили присягнути, що він не зробить репресалій проти Хуньяді. Попри це король Ласло, повернувшись до свого двору, наказав заарештувати Ласло Хуньяді і стратити в помсту за Ульріка.

## Шлюб та діти
20 квітня 1434 року граф Ульріх Цельський одружився з Кантакузиною Катариною Бранкович (1418/1419 — 1491), дочкою деспота Сербії Георгія Бранковича та візантійської принцеси Ірини Кантакузини Бранкович. Вони мали троє детей:
- Герман IV Цільський (1439—1452)
- Георг Цельський (бл. 1444—1445)
- Єлизавета Цільська (1441—1455), перша наречена Матьяша Хуньяді (1443—1490), майбутнього короля Угорщини (1458—1490).